# Mesadenella
Mesadenella là một chi thực vật có hoa trong họ Orchidaceae.

## Hình ảnh

- Tập tin:Mesadenella cuspidata (as Stenorrhynchos esmeraldae)-Cyclopogon variegatus (as Spiranthes variegata)- Fl.Br. 3-4-39.jpg